# Coregonus atterensis
Coregonus atterensis is een straalvinnige vissensoort uit de familie van de zalmen (Salmonidae). De wetenschappelijke naam van de soort is voor het eerst geldig gepubliceerd in 1997 door Maurice Kottelat. Het is een endemische vissoort in Oostenrijk die daar Reinanke wordt genoemd.

## Herkenning
De vis kan maximaal 40 cm lang worden. De kenmerken van deze houting die hem onderscheiden van andere soorten houting in deze wateren zijn: 21 tot 32 kieuwboogaanhangsels (in de Attersee) en 28 tot 32 in de Mondsee, verder donkere vinnen, een puntige snuit en een bijna eindstandige maar iets naar beneden gerichte bek en 73 tot 92 (gemiddeld 81) schubben op de zijlijn.

## Verspreiding en leefgebied
De vis komt alleen voor in de Attersee en de mogelijk nog in de Mondsee in Oostenrijk. Het is een vis die zich uitsluitend in open water ophoudt, boven diep (10 tot 30 m) water. De vis paait ook in open water, het viskuit wordt dicht onder het wateroppervlak afgezet boven diep water. De paai vindt in de Mondsee plaats in de winter, van eind december tot in januari, in de Attersee van februari tot half maart. De eieren zakken vervolgens naar de bodem. De volwassen vis foerageert op zoöplankton maar ook wel op ongewervelde dieren op de waterbodem.

## Status
De soort is nu schaars in de Attersee en de populatie in de Mondsee moet nader worden onderzocht. De houtingpopulaties worden nu gedomineerd door houtingsoorten die later zijn geïntroduceerd. Om deze reden staat deze soort als kwetsbaar op de Rode Lijst van de IUCN.